# 石城國
日本令制國列表 > 東山道 > 石城國
石城國（日语：〔〕／ Iwakinokuni */?）是日本奈良時代所設置之作為地方行政單位的諸國中的一個。僅短時間存在而已。

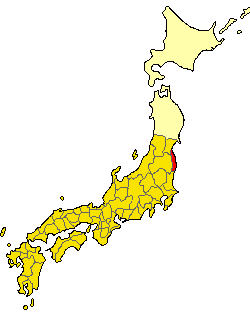
石城国的位置（718年）

## 沿革
於養老2年（718年）5月2日時，從陸奧國分出石城郡、標葉郡、行方郡、宇太郡（宇多郡）、曰理郡（亘理郡）等五郡，從常陸國割出菊多郡1郡以設置之。同一時期也新設了石背國，陸奥國這時便被分成三份。與後來的磐城國不同，領域是現在的福島縣濱通延長到宮城縣東南部為止，並未及於沿著阿武隈川的盆地。
從養老4年（720年）11月26日直到神龜5年（728年）4月11日為止，不知何時又復歸到陸奥國去。而就《類聚国史》關於養老4年的部分所收的以陸奧、石背、石城為對象的敕令和關於在神龜5年於陸奥國設置了白河軍團之《續日本紀》的記事為根據，再加上屬於石背國的白河郡又成為陸奥國所轄的之石背國廢止之證據，可推測石城國的廢止也大約與石背國被廢是同一時期。。更進一步的時期推定則有種種的說法。

## 郡
由六郡所組成。
- 石城郡
- 標葉郡
- 行方郡
- 宇太郡
- 曰理郡
- 菊多郡（從常陸國割讓的）

## 脚注
1. ↑  『続日本紀』養老2年5月乙未（2日）条。
2. ↑  高橋崇『律令国家東北史の研究』22-24頁。